# منتخب إسكتلندا تحت 16 سنة لكرة القدم
منتخب اسكتلندا تحت 16 سنة لكرة القدم (بالإنجليزية: Scotland national under-16 football team)‏ هو ممثل اسكتلندا الرسمي في المنافسات الدولية في كرة القدم في فئة كرة قدم تحت 16 سنة للرجال، يديريه اتحاد اسكتلندا لكرة القدم.